# Paula Daza
Paula Graciela Daza Narbona (nascida em 25 de janeiro de 1960) é uma cirurgiã, pediatra e política chilena que actualmente trabalha como subsecretária de Saúde Pública. Daza foi consultora de Evelyn Matthei e Andrés Allamand durante as eleições gerais chilenas de 2013, elaborando parcialmente o plano de saúde das suas campanhas presidenciais. Durante a pandemia COVID-19, uma queixa criminal foi apresentada contra Daza e outros membros do governo, que os acusou de negligência durante a pandemia.